# Rocksaumtheorie

Rocksaumlängen 1805–2005

1926 veröffentlichte George W. Taylor, ein US-amerikanischer Ökonom der Wharton School, seine Rocksaumtheorie, wonach Phasen des wirtschaftlichen Aufschwungs dazu führen, dass die durchschnittliche Länge der von Damen getragenen Röcke und Kostüme abnimmt und umgekehrt. In der englischsprachigen Sekundärliteratur wird der Begriff Hemline-Index als Synonym für die von Taylor vorgestellte Theorie verwendet. Einzelne Beobachtungen weisen darauf hin, dass Taylors Hemline-Index zutrifft. Der britische Zoologe und Wissenschaftsautor Desmond Morris hat in seinem Buch Der nackte Affe auf das Hemline-Barometer Bezug genommen. Eine empirische Untersuchung für den Zeitraum von 1921 bis 2009 kommt zu dem Ergebnis, dass diese Theorie zwar richtig ist, die Rocklänge jedoch mit einer Verzögerung von bis zu drei Jahren auf die gesamtwirtschaftliche Entwicklung reagiert. Taylor ist in den USA vor allem als Begründer des Schiedswesens in Arbeitskämpfen der Industrie bekannt geworden.

## Mikroökonomische Stimmungsindizes
Das Hemline-Barometer ist kein in der Fachwelt anerkannter Konjunkturindikator, der gesicherte Aussagen über die konjunkturelle Lage erlaubt. Es gibt eine allgemeine Gefühlslage in der Bevölkerung wieder, die sich in der Länge des Rocksaums spiegelt und sich auf Indikatoren der Konsumentenstimmung auswirken kann. Insofern lässt sich das Hemline-Barometer als mikroökonomischer Indikator für die Stimmung von Konsumenten interpretieren. Als derartige Indikatoren werden neben der Mode auch die populäre Kunst und die Wirtschaftsberichterstattung der Medien, sowie die Länge der Haare und anderes genannt. Stimmungen der Verbraucher, die als psychologische Phänomene beispielsweise in den Konsumklimaindex (GfK) einfließen oder das Konsumentenvertrauen beeinflussen, spielen für die Konjunktur eine Rolle, die nicht zu unterschätzen ist.

## Validität der Rocksaumtheorie
Nach Taylors Hypothese gibt es einen direkten Zusammenhang zwischen der Länge des Rocksaums und dem New Yorker Aktienindex. Das Besondere an dieser Hypothese ist, dass sie eine Korrelation zwischen zwei sehr unterschiedlichen Sphären postuliert, indem die sozial determinierte Mode zu einem überwiegend ökonomisch bestimmten Aktienindex in Beziehung gesetzt wird. Taylor zog daraus den Schluss, dass auf Wohlstand Optimismus und Risikofreude folgen.
Aufgrund der seitdem weit vorangeschrittenen Individualisierung und Vielfalt der Modestile wird die Meinung vertreten, dass diese Annahme in der heutigen Zeit nicht mehr zutrifft.
Das monatlich erscheinende französische Modemagazin L’Officiel publiziert regelmäßig Daten zur Länge des Rocksaums und hat seine digitalisierten Ausgaben seit 1921 online archiviert. In einer empirischen Untersuchung wurden die dort vorgefundenen Informationen über die jeweilige Rocklänge in fünf Kategorien eingeteilt:
- Mini,
- Ballerina (Rocksaum endet über dem Kniegelenk),
- Rocksaum endet unter dem Knie,
- Rock reicht bis zum Knöchel oder
- bis zum Boden.

Die auf diese Weise gruppierten Daten hat man zu den vom National Bureau of Economic Research (NBER) gesammelten Daten über US-amerikanische Konjunkturzyklen in Beziehung gesetzt. Die mithilfe der Statistik durchgeführte Analyse dieser Daten kommt zu dem Ergebnis, dass die Rocklänge auf die gesamtwirtschaftliche Entwicklung in der von George Taylor postulierten Weise reagiert. Dies geschieht allerdings mit einer zeitlichen Verzögerung von bis zu drei Jahren. Das bedeutet, dass die Rocksaumtheorie einen Spätindikator liefert, wie beispielsweise das Wachstum des Bruttoinlandsprodukts eines Jahres.